# 白色運動
白色運動（はくしょくうんどう、ロシア語: Бѣлое движеніе（旧式綴字）/ Белое движение（改革綴字）, ラテン文字転写: Beloye dvizheniye ロシア語発音: [ˈbʲɛləɪ dvʲɪˈʐenʲɪɪ]）または白派は、1917年から1922年にかけてのロシア内戦に参加した主要勢力の一つ。主にロシア帝国の右翼・保守勢力によって率いられており、10月革命を主導したボリシェヴィキ（「赤軍」とも呼ばれた）およびその支持者と対立した。雑然とした政府・行政組織を持ち、白軍または白衛軍とまとめて呼ばれる軍事組織を指揮した。
白軍には共和派のリベラルから君主制主義者、黒百人組のような過激派民族主義者までボリシェヴィキに反対するロシア中の様々な党派が含まれており、統一された指導者や思想を共有していなかったが、保守勢力が主流派を占めていたため幅広い右派反革命運動が合流し、ナショナリズム、差別主義、自由民主主義政治への不信、聖職者主義、大衆への軽蔑、産業革命に対する嫌悪といった思想が渦巻くようになった。1918年11月にはアレクサンドル・コルチャークを中心とした右翼独裁組織のもとに統合された。一般に革命前の帝政ロシア秩序を守ろうとしたものの、宗教的世界観からなる神話的な「聖なるロシア」が運動の理念とされた。運動の基本方針は帝政期の国境復活と民族自決の否定を意味する「不可分一体の大ロシア」というスローガンに要約される。ポグロムや反ユダヤ主義と結びついていたものの、実際の運動とユダヤ人の関係はより複雑であった。白軍の将軍たちは革命がユダヤ陰謀論によるものだと見なしていた。
歴史家の中には、「民主的反革命運動」と呼ばれる社会革命党右派およびメンシェヴィキに率いられた、議会制民主主義を基礎とした反革命運動と白色運動を区別する者もいる。民主的反革命運動は1918年11月まで反ボリシェヴィキ民主政府（憲法制定議会議員委員会、臨時全ロシア政府）を維持しており、その後は各自白派かボリシェヴィキを支持するか、両者との敵対を選んだ。
軍事的敗北に伴い、ソ連を追われた白派はゲリラ軍団を結成し、ソ連との闘争を続けた。旧白軍将校の中にはソビエト当局打倒を目論み、第二次世界大戦中ナチス・ドイツに協力する者もいた。亡命先では、残党や継続者が幅広い支持を集められないままいくつかの組織を結成し、その中には海外の白系ロシア人コミュニティで1989年東欧革命でのヨーロッパにおける共産主義体制の崩壊、そして直後の1990年から1991年にかけて生じたソビエト連邦の解体まで生きながらえた。反共亡命組織はしばしばリベラル派と保守派に分裂し、中にはロマノフ朝再興を夢見るものもあった。

## 名称の由来
1917年以降のロシアでは、「白」という語には次の3つの内容が暗示されていた。
1. フランス革命に関する言及。ブルボン朝再興を支持する反革命派が白をシンボルカラーとした[32]。
2. 絶対君主制に対する歴史的言及。特に白王（Albus Rex[33]）と呼ばれたロシア初代ツァーリ・イヴァン3世（在位: 1462年 - 1505年）[34]。
3. 帝政ロシア期の白色軍服。しばしば白軍兵が着用した。

## イデオロギー
究極的に、白色運動は赤軍に対する反対として出現した。白軍は十月革命転覆と憲法制定議会（1918年1月にボリシェヴィキによって解体）成立までにボリシェヴィキを権力の座から引きずり落ろすことを目的としていた。支配下の地域でソビエト組織・機関を解体していった。
ボリシェヴィキの国際主義・革命的社会プログラムに対抗し、白派は自らがロシア愛国主義・ナショナリズム・保守主義を代表しているかのように振る舞い、自らは「ロシアの為に」戦っていると宣言し、ボリシェヴィキが「明確に邪悪」だと人々に気付かせ、それに反抗するよう期待し、政体としてのロシアはロシアの歴史と結びついた伝統的社会・政治的原理なしには存続し得ないとほのめかし、社会・政治秩序の根本的改革を望むものはロシアと敵対していると主張した。白派は民族党派および分離主義を拒絶した。
義勇兵のプロパガンダ部門オスヴァグ（ロシア語: ОСВАГ (ОСВедомительное АГентство), ラテン文字転写: OSVAG (OSVedomitelnoe AGentstvo)）は「ユダヤ人は全てを償わなければならない。二月・十月革命を、ボリシェビズムを、そして地主の土地を奪った農民を」と主張した。オスヴァグは『シオン賢者の議定書』を再発行した。デニーキンの部隊はポグロム（多くはウクライナ人民共和国軍もしくはいかなる勢力とも結びついていない叛徒によるものだった）のうち17.2%にのみ関与していたが、白軍将校たちは反ユダヤ的犯罪に関与した兵士を称賛し、時に褒美さえ授与した。
イギリス議会の指導者ウィンストン・チャーチル（1874年–1965年）は旧帝政軍および白軍将校をつとめ、配下がポグロムおよびユダヤ人迫害に影響を及ぼしているアントーン・デニーキン将軍に対し、次のような個人的警告を送っている。
ロシア・ナショナリストを支持しようとする私の議会での働きは、義勇軍支配地域のユダヤ人から信憑性の高い苦情が送られ続ければ、際限なく困難になるでしょう。
しかしながら、デニーキンは自らの側近を叱責することなく、大雑把な公式の非難にとどめた。

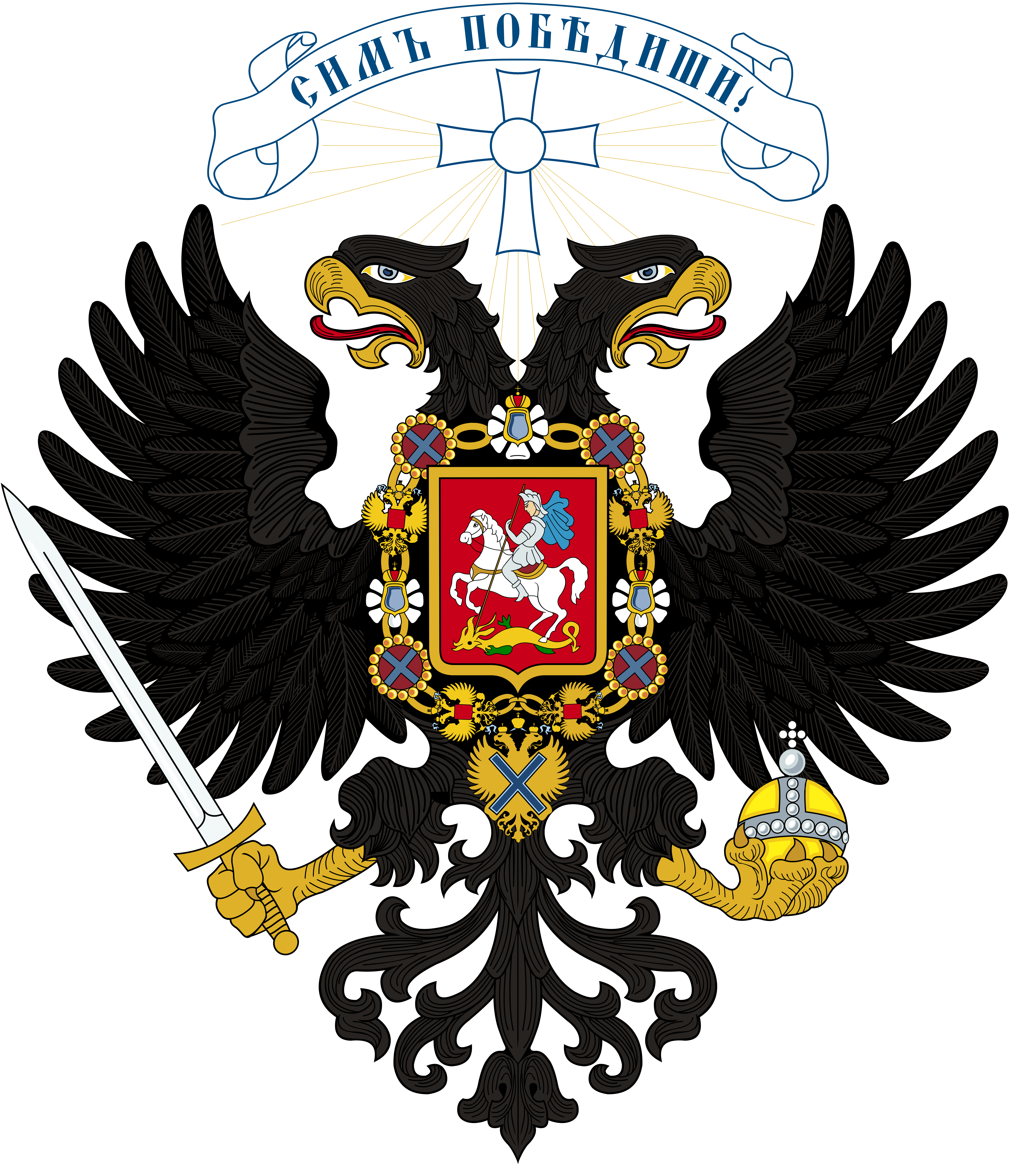
コルチャーク政権の紋章

反ボリシェビキ・反共主義・ショーヴィニズム以外で、白派は真のイデオロギーや指導者を持たなかった。白軍は臨時全ロシア政府のロシア最高指導者を暫定的に唯一の国家元首だとは認めていたが、この地位は旧ロシア帝国海軍のアレクサンドル・コルチャーク将軍による1918年から1920年にかけての一連の戦役によってのみ有効なものであった。
白色運動はいかなる外交方針も持たなかった。白派は第一次世界大戦末期に東部戦線で西ロシア、バルト諸国、ポーランド、ウクライナを占領していたドイツ帝国とは政策面で異なっており、ドイツと手を組むかどうか論争していた。潜在的な支持者・味方を遠ざけまいとした白派は、君主主義にこだわることで大義・勧誘が不利になるのではないかと恐れた。アントーン・デニーキンのような指導者はロシア人自身の手による政府樹立を訴え、軍隊がロシア人の運命を決めることはできないと主張していた。アレクサンドル・コルチャーク大将はオムスクで暫定的な戦時政権を樹立し、多くの白派指導者から承認を受けたが、ボリシェヴィキ軍の侵攻に伴い瓦解した。
グリゴリー・セミョーノフやロマン・ウンゲルンなどの、白色運動と連携した軍閥の中には自身ら以外の勢力を承認しないものも存在した。結果として白色運動は統一された政治観を持たず、君主派、共和派、右翼、カデットといった多様な勢力が混在した。白軍将校の中ではラーヴル・コルニーロフ将軍もアントーン・デニーキン将軍も君主派ではない一方で、ピョートル・ヴラーンゲリ将軍は共和政ロシア政府の打倒と君主制再興を目指していた。それに加え、1917年10月のレーニンによるボリシェヴィキクーデターに反対した社会革命党をはじめとする諸政党が白色運動を支持していた。時と場合によって、そのような右派もボリシェヴィキ側に付くことがあった。
ボリシェヴィキとは異なり、白軍はひとつのイデオロギー、手段、政治的目標をも共有しなった。異なる目標・手段を持った保守派将軍に率いられ、ほとんどの場合それぞれ独自に行動し、協力や連帯は稀であった。白軍の構成・指揮もバラバラであり、熟練した第一次世界大戦の兵士からなる場合もあれば、より若い志願兵からなる場合もあった。これらの相違と分断は、新たな政府案を提唱できなかったことや大衆からの支持を得られなかったことと並び、白軍が内戦に敗退した要因となった。

## 構成

### 白軍

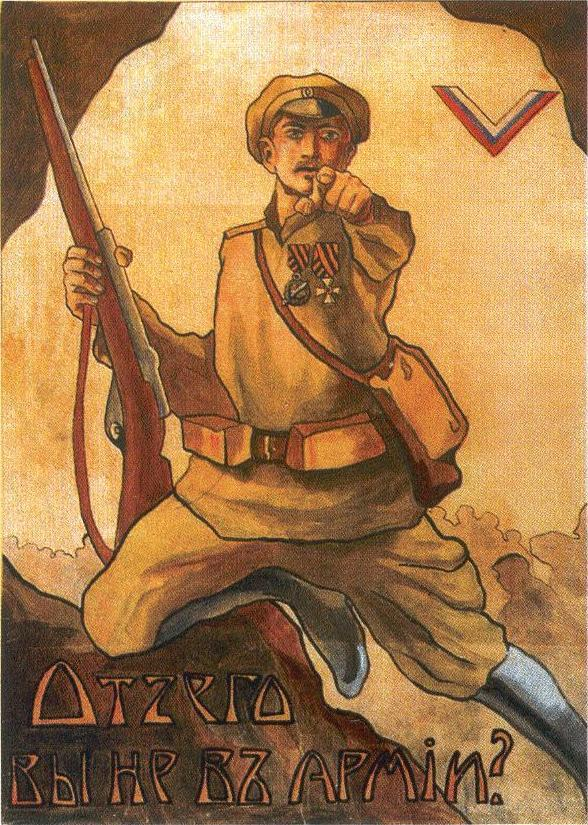
『なぜ貴方は軍にいないのか？』ロシア内戦期の義勇軍入隊ポスター

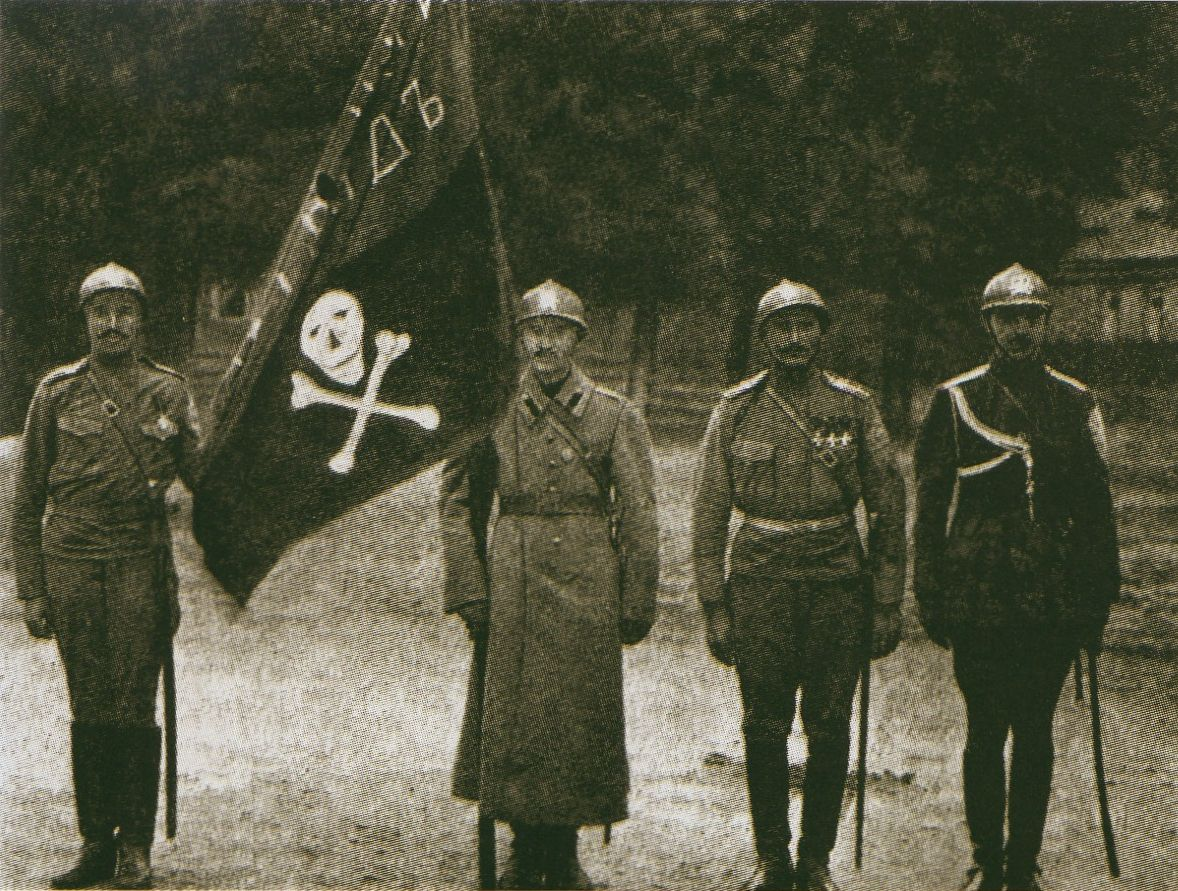
後に義勇軍のエリート部隊となるコルニーロフ決死隊（第8軍）

多種多様な白軍の中で、南ロシアの義勇軍が最大・最有力勢力となった。1918年1月に少数精鋭の軍団として結成された義勇軍は、すぐに拡大していった。クバーニ・コサック軍が義勇軍に合流し、農民とコサックの徴兵が始まった。1918年2月下旬、赤軍の進軍に伴い、アレクセイ・カレージン将軍指揮下の軍団4,000人はロストフ・ナ・ドヌからの撤退を余儀なくされた。氷上行軍として知られるようになるクバーニ横断によって、当時大半が義勇軍を支持していなかったクバーニ・コサック軍との合流を目指した。3月にはヴィクトル・ポクロフスキー将軍配下の軍団3,000人が合流し、義勇軍の総数は6,000人に、そして6月には9,000人に達した。1919年にはドン・コサック軍が義勇軍に加盟した。同年の5月から10月にかけて、義勇軍の兵士数は64,000人から150,000人に増加し、敵対する赤軍より物資面で優位にあった。白軍の兵員はコサック、貴族、農民といった積極的な反ボリシェヴィキ派からなり、徴兵されてあるいは志願して参加した。
白色運動は黒海艦隊をはじめとして、海上・河川問わず様々な水上兵力を有していた。
スラヴォ・ブリティッシュ航空部隊（Slavo-British Aviation Corps, S.B.A.C.）などの航空部隊も運用されていた。ロシアの撃墜王アレクサンドル・カザコフも同部隊に所属していた。

### 行政
白色運動の指導者と初期構成員は主に将校出身者であった。ミハイル・アレクセーエフやアントーン・デニーキンといった農奴出身の将軍やコサック出身のラーヴル・コルニーロフなど、多くは非貴族階級であった。
白軍将校たちが行政に熟練することは決してなかった。彼らはしばしば「革命前の官僚」や「君主主義的傾向を持つ軍人」に支配地域の行政を担わせた。
白軍はしばしば無法であり、秩序と無縁であった。また、白軍支配地域では不安定な両替レートからなる様々な貨幣が流通していた。最有力の義勇軍ルーブルは金準備が無かった。

## 戦線

西部のロシア内戦

白軍と赤軍は1917年11月から1921年までロシア内戦を戦い、極東では1923年6月まで戦闘が続いた。日本、イギリス、フランス、ギリシア王国、イタリア王国、アメリカ合衆国などの連合国（三国協商）側および時にドイツ帝国やオーストリア・ハンガリー帝国といった中欧同盟国側からも支援を受けた白軍はシベリア、ウクライナ、クリミア半島で戦闘を繰り広げた。軍事およびイデオロギー上の団結に欠けた白軍は硬く結束した赤軍の前に敗れ去った。
白軍は主に次の三大戦線を戦った。

### 南部戦線

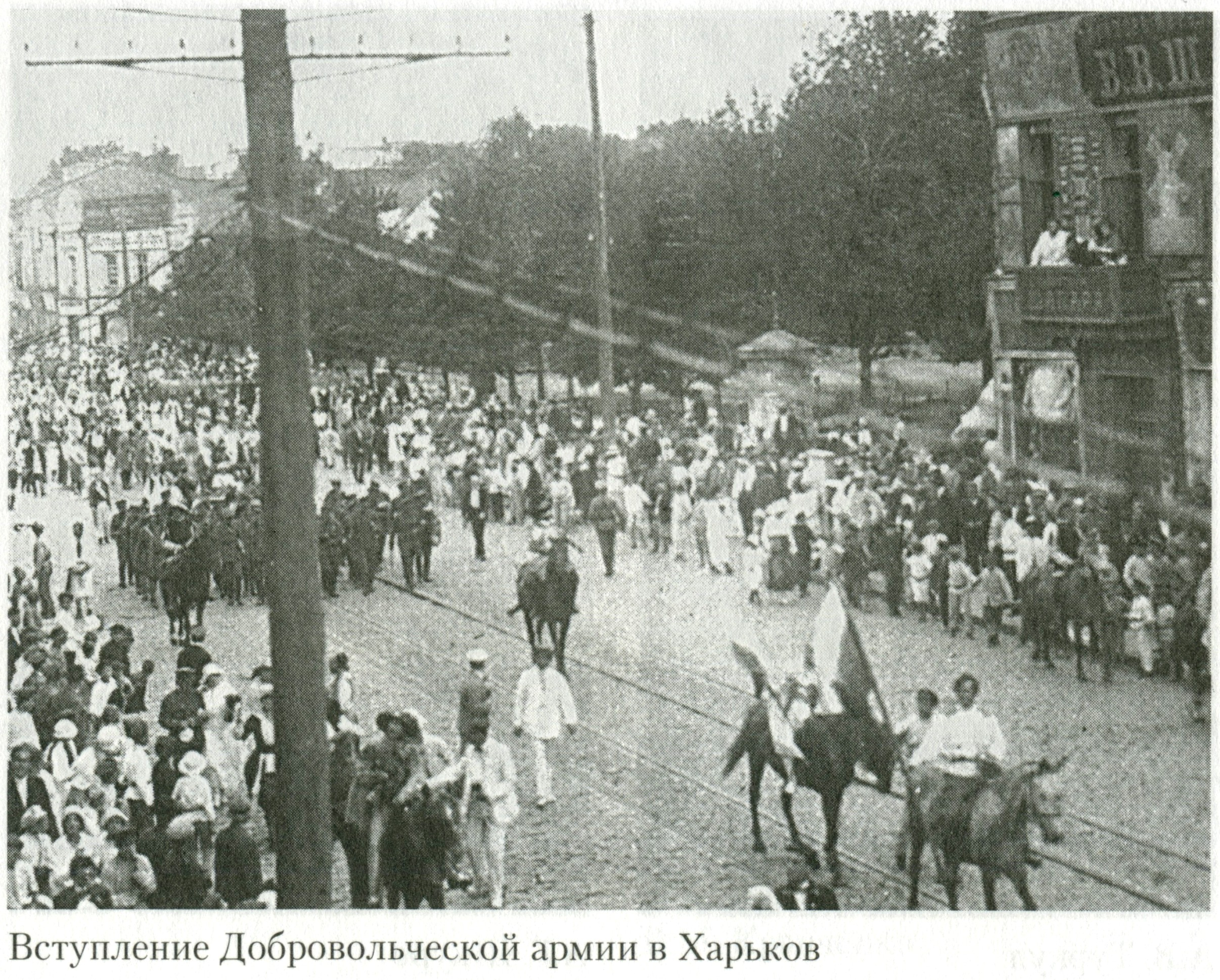
1919年夏、デニーキンの部隊はハルキウを占領した。

南ロシアの白軍組織は1917年11月（ユリウス暦）、ミハイル・アレクセーエフ将軍によって結成された。1917年12月にラーヴル・コルニーロフ将軍は新たに命名された義勇軍の指揮権を獲得し、1918年4月の死後はアントーン・デニーキン将軍に引き継がれ、1919年1月には「南ロシア軍」の指導者となる。
南部戦線は大規模な作戦とボリシェヴィキ政府に対し最も大きな打撃を与えた点で特徴づけられる。当初ロシア本土からの、多くがコサックからなる志願兵に全面的に依存していた義勇軍は、ボリシェヴィキ政府に対し最初期に敵対した組織となった。1918年6月23日、8,000人から9,000人の兵士からなる義勇軍はピョートル・クラスノフの支援を受け、いわゆる第二次クバーニ戦役を開始した。北コーカサスから集められたクバーニ・コサック軍を動員することで、9月までに義勇軍の兵員数は30,000人から35,000人にまで膨れ上がった。そのため、義勇軍はカフカス義勇軍の名を取った。1919年1月23日、ソヴィエト第11軍相手に大勝したデニーキン率いる義勇軍は北コーカサス地域を占領した。6月にドンバス、ツァリーツィン、ハルキウを占領したデニーキン軍は、7月3日（グレゴリオ暦）にモスクワへの攻撃を開始した。ウラジーミル・マイ＝マエフスキー将軍率いる40,000人の兵士がモスクワを攻撃する計画だった。
デニーキン将軍のモスクワ攻撃が1919年に頓挫した後、南ロシア軍は撤退した。1920年3月26日および27日、義勇軍残党はノヴォロシースクを脱出してクリミアに向かい、同地でピョートル・ヴラーンゲリ軍団に合流した。

### 東部（シベリア）戦線
東部戦線は1918年春、軍将校と右派社会主義勢力の間で秘密運動として始まった。戦線ではボリシェヴィキ政権によってロシアからの出国が禁じられ、シベリアで立ち往生していたチェコスロバキア軍団および極東の白軍を助けるため出兵していた日本と協力して攻撃が開始された。アレクサンドル・コルチャーク大将は東部の白軍および臨時ロシア政府を率いていた。1919年にはいくつかの決定的勝利を収めたにもかかわらず、白軍は極東ロシアに押し戻され、同地で1922年10月まで戦闘を継続した。日本の撤兵後、極東共和国のソビエト軍が同地を奪還した。この時点で内戦の終結が公式に宣言されたが、アナトリー・ペペリャエフは依然としてアヤン・マイスク地区を支配し続けていた。1923年6月16日まで続いたペペリャエフのヤクート蜂起はロシアで最後の白軍による軍事行動となった。蜂起は国内最後の反共勢力敗退によって終結し、ロシア内戦に関連する全ての軍事対立が終わりを告げた。

### 北部・北西部戦線
ニコライ・ユデーニチ、エフゲニー・ミレル、アナトール・フォン・リーヴェン率いる北ロシアの白軍はデニーキン将軍の南ロシア軍と比較して、より協調性が低かった。北西軍はエストニアと手を結ぶ一方、リーヴェンの西ロシア義勇軍はバルト・ドイツ人貴族に味方した。パーヴェル・ベルモント＝アヴァロフやスタニスワフ・ブワク＝バラホーヴィチ率いる権威主義勢力からの支持も重要な役割を果たした。この戦線で最も有名な「白剣作戦」は1919年秋にロシアの首都ペトログラード進軍を目指したが、失敗に終わった。

## 内戦後

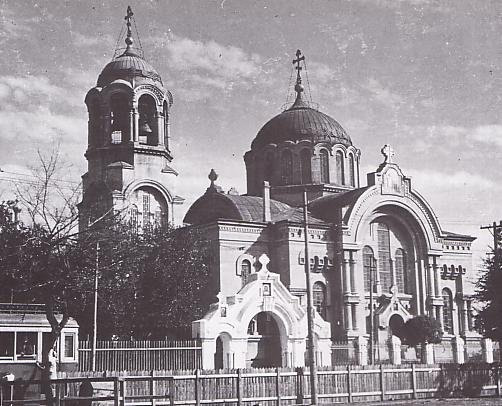
ハルビンにあるロシア正教会のブラゴシチェフスキー寺院（Blagoveshchensky Temple）

敗走した反共ロシア人はベオグラード、ベルリン、パリ、ハルビン、イスタンブール、上海などに亡命した。彼らはハルビンや上海で軍事・文化ネットワークを形成し、第二次世界大戦期（1939年–1945年）まで存続した。その後、反共白系ロシア人は多くの難民が亡命したアメリカ合衆国へと拠点を移した。
さらに、1920年代から30年代にかけて、白色運動はゲリラ戦によるソビエト政権転覆を狙って、ロシア国外でロシア全軍連合、ロシアの真実同胞団、ロシア連帯主義者人民労働連盟（1930年にユーゴスラヴィア・ベオグラードで若い白系ロシア人によって結成された極右反共組織）といった組織を結成していった。白系ロシア人の中には「ソビエト愛国者」と称される、ソビエト政権に共感を抱いたものもいた。これらの人々はムラドロシー、ユーラシア主義者、スメノヴェホフツィといった組織を形成した。「春の陣」（ソビエト政権からロシアを取り戻すための新たな軍事作戦を意味する希望に満ちた言葉）に備えて次世代の反共主義者を育成するロシア士官候補生部隊が結成された。いずれにせよ、多くの白系ロシア人がナチス・ドイツに協力する中、多くの士官候補生たちが第二次世界大戦中ロシア防衛軍団の一員として戦った。協力者の中には内戦中白系ドン・コサック軍団を率いたピョートル・クラスノフ将軍のような大物も存在した。
戦後、反ソビエト闘争を継続したのはほぼロシア連帯主義者人民労働連盟のみであった。他の組織は解体されるか、組織存続・青少年育成に専念するようになった。在外ロシアスカウト（Russian Scouts-in-Exteris）のような多くの青少年組織が、子供たちにソビエト以前のロシア文化・遺産の背景を教えようとした。1920年代にはアルバニア王国のゾグー1世を支持する者や、独自にスペイン内戦の国民軍に加入する者も存在した。また、白系ロシア人はソビエト連邦の新疆侵攻や1937年新疆反乱でソビエト赤軍と協力した

## 主な人物
- ミハイル・アレクセーエフ

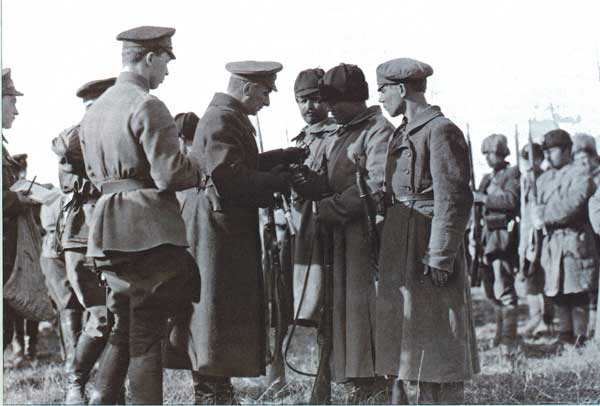
シベリアで配下に授勲するアレクサンドル・コルチャーク

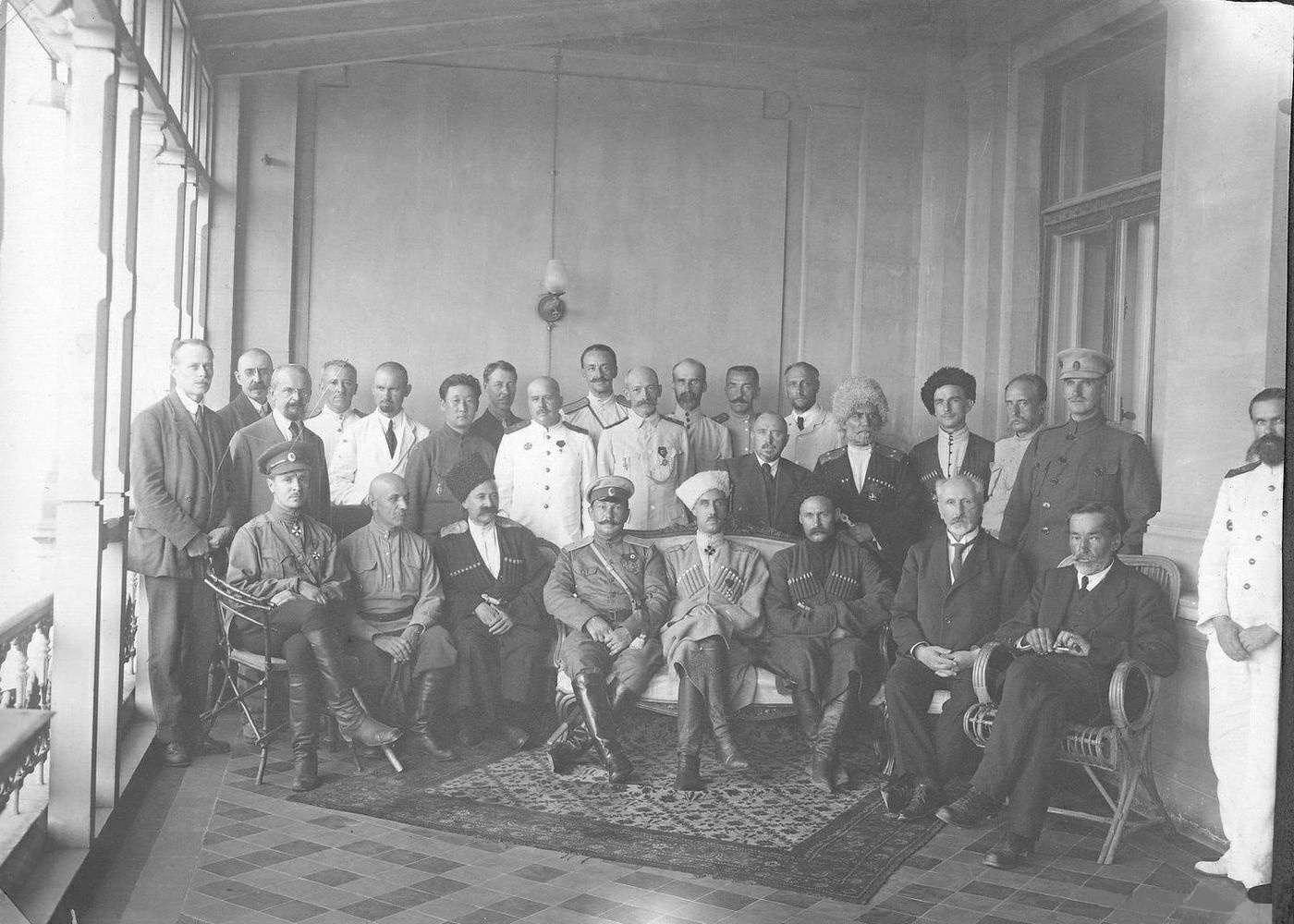
ピョートル・ヴラーンゲリによって創立された南部ロシア政府（クリミア半島セヴァストポリ・1920年4月）

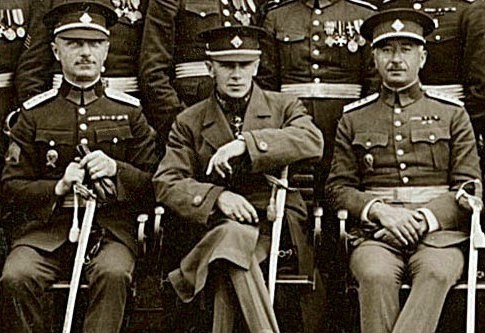
白色運動およびチェコスロヴァキア軍団の主要な将校セルゲイ・ヴォイツェホフスキー（中央）

- ウラジーミル・アントノフ (建築家)（英語版）
- ニコライ・サヴィッチ・バクーリン（英語版）
- パーヴェル・ベルモント＝アヴァロフ（英語版）
- スタニスワフ・ブワク＝バラホーヴィチ（英語版）
- アントーン・デニーキン
- ミハイル・ディテリフス
- ミハイル・ドロズドフスキー（英語版）
- アレクサンドル・ドゥトフ
- ドミトリー・フェドトフ＝ホワイト（英語版）
- イワン・イリイン
- ニコライ・イヴァノフ (軍人)（英語版）
- アレクセイ・カレージン
- ウラジーミル・カンタクゼン（英語版）
- ウラジーミル・カッペル（英語版）
- アレクサンドル・コルチャーク
- ラーヴル・コルニーロフ
- ピョートル・クラスノフ
- ミハイル・クヴェツィンスキー（英語版）
- アレクサンドル・クテポフ
- アナトール・フォン・リーヴェン（英語版）
- コンスタンチン・ママントフ（英語版）
- セルゲイ・マルコフ（英語版）
- エフゲニー・ミレル
- ゴツォのナジムッディーン（英語版）
- コンスタンチン・ペトローヴィチ・ネチャエフ（英語版）
- ヴィクトル・ポクロフスキー（英語版）
- レオニード・プーニン（英語版）
- アレクサンドル・ロジャンコ（英語版）
- グリゴリー・セミョーノフ
- アンドレイ・シュクロ（英語版）
- ロマン・ウンゲルン
- ピョートル・ヴラーンゲリ
- セルゲイ・ヴォイツェホフスキー
- ニコライ・ユデーニチ
- ボリス・アンネンコフ

## 類似の運動
2月革命後、フィンランド、エストニア、ラトビア、リトアニアはそれぞれ独立を宣言した。しかしながら当時、新生独立各国内には一定数の共産主義あるいはロシア軍勢力が存在した。続く内戦期には非共産主義勢力が白色運動と呼ばれることがあった。例えば市民衛兵指揮下のフィンランド白衛軍がロシア・ソビエト政権の支援するフィンランド赤衛軍と戦った。しかし、彼らは民族主義者であったため、その目的は本来のロシア白軍とは大きく異なっていた。例えば、ロシア白軍はフィンランド独立を明確に支持することはなかった。ロシア白軍の敗北後、この論争は無意味なものとなった。各国は独立を保ち、非共産主義政府が統治した。